# ELF 2023
Die ELF 2023 war die dritte Saison der European League of Football, einer professionalisierten Liga für American Football. An der Liga nahmen 17 Mannschaften aus neun europäischen Ländern teil. Die Saison startete am 3. Juni 2023 und endete mit dem Finale, dem ELF Championship Game am 24. September 2023 in der Schauinsland-Reisen-Arena in Duisburg.

## Saisonverlauf
In der Off-season erregte der Wechsel von Jordan Neuman, Head Coach des deutschen Meisters Schwäbisch Hall Unicorns sowie der deutschen Nationalmannschaft, sowie weiterer Trainer und Spieler der Unicorns zu den 2022 sieglosen Stuttgart Surge Aufmerksamkeit. Innerhalb der Liga wechselten mit Zach Edwards und Kyle Sweet der statistisch besten Quarterback bzw. Wide Receiver von den Barcelona Dragons zur neuen Franchise Paris Musketeers.
Am ersten Wochenende stellte Rhein Fire im Deutschland-Derby gegen Frankfurt Galaxy mit 12665 Zuschauern einen neuen Zuschauerrekord für die reguläre Saison auf. Der Rekord wurde am zweiten Spieltag von den Hamburg Sea Devils gebrochen, die erstmals ein Spiel im Volksparkstadion (Kapazität 57.000) austrugen. Zum Spiel gegen Rhein Fire kamen 32.500 Zuschauer, mehr als zu den Finalspielen 2021 und 2022. Auch München (Woche 1) und Wien (Woche 3) konnten mit jeweils über 6000 Zuschauern starke Zahlen vermelden, während Prag nur knapp über 1000 Zuschauer ins Stadion locken konnte.
Am 27. Juni 2023 gaben die Leipzig Kings bekannt, dass auf Grund des Ausfalls des Hauptsponsors sowie weiterer finanziell ungünstiger Umstände die Fortführung des Spielbetriebes bis zum Ende der Saison nicht gesichert sei. Das Heimspiel in der fünften Spielwoche gegen Berlin Thunder fand trotzdem statt. Nachdem das Spiel gegen die Prague Lions in Woche 6 von Seiten der Kings abgesagt worden war, gaben sie am 10. Juli 2023 bekannt, den Spielbetrieb für die Saison 2023 einzustellen. Die Liga entzog nach Ablauf eines Ultimatums zur Offenlegung der Finanzen den Leipzig Kings am 12. Juli 2023 die Lizenz.
In der Eastern Conference setzte sich der amtierende Meister Vienna Vikings schnell ab und schloss die Regular Season ohne Niederlage ab. Berlin und Wroclaw waren die Verfolger und konnten sich beide für die Playoffs qualifizieren. In der Western Conference konnte sich Rhein Fire absetzen, die schon vor der Saison als größter Favorit gehandelt wurden und ebenfalls ohne Niederlage blieben. Verfolger war hier Frankfurt Galaxy, die nur gegen Rhein Fire Niederlagen hinnehmen mussten. Die Paris Musketeers, vor der Saison als Geheimfavorit gehandelt, taten sich als neu gegründetes Team Anfangs schwer, konnten aber mit vier Siegen in den letzten vier Spielen noch auf eine ausgeglichene Bilanz kommen. Am ausgeglichensten stellte sich die Central Conference heraus. Hier galten Stuttgart und die Raiders Tirol als Favoriten. Beide starteten mit drei Siegen in die Saison und standen sich am vierten Spieltag in Stuttgart gegenüber. In einem defensiv geprägten Spiel holte sich die Surge mit 6:3 den Sieg. Die Raiders schwächelten in den folgenden Spielen, entließen schließlich sogar ihren Quarterback und verpassten knapp die Playoffs. Doch auch Surge blieb nicht ohne Niederlage. Bei den Helvetic Guards am siebten Spieltag und zu Hause gegen die Munich Ravens in Woche 11 mussten die Stuttgarter Niederlagen hinnehmen. Die Ravens entpuppten sich als Stärkstes der neuen Teams und hatten zumindest theoretisch bis zum letzten Spieltag noch eine Chance auf die Playoffs.
In der erstmals ausgetragenen Wild Card Round mussten die beiden Ost-Teams Thunder und Panthers nach Frankfurt bzw. Stuttgart. Beide Heimmannschaften konnten hier klare Siege verbuchen. Im Halbfinale reiste Stuttgart zum Titelverteidiger Vikings. Vor erstmals über 10.000 Zuschauern in Wien ging die Surge Mitte des ersten Viertels in Führung und konnten diese bis zur Mitte des vierten Viertels halten, als die Vikings mit 33:32 in Führung gingen. Nach der erneuten Führung durch die Surge fumbelte Vikings-QB Helbig den Ball und die Surge-Defense sicherte den Ball und damit den Einzug ins Finale. Im anderen Halbfinale standen sich zum dritten Mal in dieser Saison Rhein Fire und Frankfurt Galaxy gegenüber. Zum dritten Mal behielt Fire die Oberhand und zog in das Championship Game in der heimischen Schauinsland-Reisen-Arena in Duisburg ein. Im ausverkauften Finale punktete Surge als erstes. Nach drei Touchdowns von Fire kam Surge auf 20:21 heran, kurz vor der Halbzeitpause konnte Fire noch auf 24:20 erhöhen. Bis zum Anfang des letzten Viertes hielt Surge die Partie noch mit 28:33 offen. Doch der erste Drive der Stuttgarter endete an der 29-Yard-Linie von Fire mit einem erfolglosen vierten Versuch. Fire konnte in der Folge noch auf 54:33 erhöhen und wurde damit im dritten Jahr des Bestehens der Liga der dritte Meister.

## Teilnehmer und Modus
| Sea Devils |

| Thunder |

| Galaxy |

| Centurions |

| Panthers |

| Surge |

| Vikings |

| Raiders |

| Fire |

| Enthroners |

| Seamen |

| Guards |

| Ravens |

| Lions |

| Musketeers |

| Dragons |

| Kings |

Sechs Mannschaften waren neu in der Liga. Bereits bei der Eröffnung der Saison 2022 wurden die Milano Seamen, die Helvetic Guards und die Fehérvár Enthroners als neue Franchises für die Saison 2023 vorgestellt. Am 3. August 2022 wurde München, am 23. September 2022 Paris und Prag als weitere ELF-Standorte bekannt gegeben. Am 16. Dezember 2022 gab die Liga bekannt, dass die Istanbul Rams nicht an der Saison 2023 teilnehmen werden. Nachdem die Leipzig Kings nach Woche 6 am 10. Juli 2023 mitgeteilt hatten, dass sie den Spielbetrieb für die Saison 2023 abmelden, wurde dies von der ELF am 12. Juli 2023 bestätigt.
Die 17 Teilnehmer waren nach regionalen Gesichtspunkten in drei Conferences aufgeteilt. Die Western Conference bestand aus fünf Mannschaften, Central und Eastern aus je sechs Mannschaften. In der Conference spielte jede Mannschaft jeweils zu Hause und Auswärts gegen jede andere Mannschaft. Zusätzlich spielten die Mannschaften der Western Conference gegen zwei Mannschaften der anderen beiden Conferences jeweils zu Hause und Auswärts, sogenannte Interconference Games. Ausnahme war das einzige Interconference Games zwischen Central und Eastern Conference, die österreichischen Derbys zwischen Vienna Vikings und Raiders Tirol.
Für die Play-offs qualifizierten sich die drei Sieger der Conferences sowie die drei weiteren besten Mannschaften. Die Play-offs wurden im K.-o.-System in jeweils einem Spiel ausgespielt. Die beiden besseren Conference-Sieger qualifizierten sich direkt für das Halbfinale und hatten dort Heimrecht. Der schlechteste Conference-Sieger sowie die beste weitere Mannschaft empfingen in der sogenannten Wild-Card-Runde die beiden weiteren Play-off-Teilnehmer. Die Sieger der Halbfinals standen sich am 24. September 2023 im ELF Championship Game in Duisburg gegenüber.
Folgende Teams nahmen an der Liga teil:
| Mannschaft          | Spielort           | Stadion                         | Kapazität          | Head Coach                                | Saison 2022        |
| Western Conference  | Western Conference | Western Conference              | Western Conference | Western Conference                        | Western Conference |
| ------------------- | ------------------ | ------------------------------- | ------------------ | ----------------------------------------- | ------------------ |
| Cologne Centurions  | Köln               | Südstadion (1)                  | 11.748             | Christos Lambropoulos                     | 3–9                |
| Frankfurt Galaxy    | Frankfurt am Main  | PSD Bank Arena                  | 12.542             | Thomas Kösling                            | 8–4                |
| Hamburg Sea Devils  | Hamburg            | Stadion Hoheluft (2)            | 08.000             | Charles Jones                             | 11–1, Finale       |
| Paris Musketeers    | Paris              | Stade Jean-Bouin                | 20.000             | Marc Mattioli                             | –                  |
| Rhein Fire          | Duisburg           | Schauinsland-Reisen-Arena       | 31.500             | Jim Tomsula                               | 7–5                |
| Central Conference  |                    |                                 |                    |                                           |                    |
| Barcelona Dragons   | Terrassa           | Estadi Olímpic de Terrassa      | 11.500             | Gabriel Sánchez                           | 8–4, Halbfinale    |
| Helvetic Guards     | Wil                | Lidl Arena                      | 06.000             | Norm Chow                                 | –                  |
| Milano Seamen       | Mailand            | Velodromo Maspes-Vigorelli      | 07.500             | Stefan Pokorny                            | Finale IFL         |
| Munich Ravens       | Unterhaching       | Sportpark Unterhaching          | 15.053             | John Shoop                                | –                  |
| Stuttgart Surge     | Stuttgart          | Gazi-Stadion auf der Waldau     | 11.408             | Jordan Neuman                             | 0–12               |
| Raiders Tirol       | Innsbruck          | Tivoli Stadion Tirol            | 17.400             | Kevin Herron                              | 8–4, Halbfinale    |
| Eastern Conference  |                    |                                 |                    |                                           |                    |
| Berlin Thunder      | Berlin             | Friedrich-Ludwig-Jahn-Sportpark | 19.708             | Johnny Schmuck                            | 7–5                |
| Fehérvár Enthroners | Székesfehérvár     | First Field                     | 04.000             | Jaime Hill                                | Meister HFL        |
| Leipzig Kings (3)   | Leipzig            | Bruno-Plache-Stadion            | 12.300             | John Booker                               | 4–8                |
| Panthers Wrocław    | Breslau            | Olympiastadion Breslau          | 11.000             | Dave Christensen                          | 5–7                |
| Prague Lions        | Prag               | Stadion FK Viktoria Žižkov (5)  | 05.600             | Zach Harrod (bis 28. Juli 2023) Dan Disch | Meister ČLAF       |
| Vienna Vikings      | Wien               | Stadion Hohe Warte (4)          | 07.200             | Chris Calaycay                            | 10–2, Meister      |

## Regeländerungen
Die maximale Zahl der Spieler aus dem europäischen Ausland (E-Spieler) wurde von acht auf sechs gesenkt. Die Zahl der sogenannten A-Spieler aus den USA, Kanada, Mexiko und Japan ist wie bisher auf vier begrenzt. Der Practice Squad wurde auf zwölf Spieler vergrößert. Der aktive Kader ist auf 53 Spieler begrenzt, davon können 46 am Spieltag antreten.

## Reguläre Saison

### Übersicht
| ↓ Heim / Auswärts → | Western Conference | Western Conference | Western Conference | Western Conference | Western Conference | Central Conference | Central Conference | Central Conference | Central Conference | Central Conference | Central Conference | Eastern Conference | Eastern Conference | Eastern Conference | Eastern Conference | Eastern Conference | Eastern Conference |
| ↓ Heim / Auswärts → | CCE                | FGY                | HSD                | PAR                | RHF                | BDR                | HVG                | MIL                | MUC                | RAI                | SRG                | BTH                | ENT                | LKG                | WPA                | PRG                | VIK                |
| ------------------- | ------------------ | ------------------ | ------------------ | ------------------ | ------------------ | ------------------ | ------------------ | ------------------ | ------------------ | ------------------ | ------------------ | ------------------ | ------------------ | ------------------ | ------------------ | ------------------ | ------------------ |
| Cologne Centurions  | •                  | 09:22              | 17:34              | 17:24              | 0:42               | •                  | •                  | •                  | •                  | •                  | •                  | •                  | •                  | *16:16 *           | •                  | 37:90              | •                  |
| Frankfurt Galaxy    | 33:22              | •                  | 17:14              | 30:13              | 38:48              | •                  | •                  | 53:14              | •                  | •                  | •                  | •                  | 46:0               | •                  | •                  | •                  | •                  |
| Hamburg Sea Devils  | 18:14              | 13:23              | •                  | 19:29              | 22:27              | •                  | •                  | •                  | •                  | •                  | •                  | 37:17              | •                  | •                  | 17:10              | •                  | •                  |
| Paris Musketeers    | 40:12              | 21:23              | 27:23              | •                  | 25:37              | 44:90              | •                  | •                  | •                  | •                  | 20:29              | •                  | •                  | •                  | •                  | •                  | •                  |
| Rhein Fire          | 62:3               | 33:9               | 40:9               | 58:28              | •                  | •                  | 51:0               | •                  | 39:25              | •                  | •                  | •                  | •                  | •                  | •                  | •                  | •                  |
| Barcelona Dragons   | •                  | •                  | •                  | 6:37               | •                  | •                  | 29:17              | 28:33              | 15:39              | 3:17               | 22:31              | •                  | •                  | •                  | •                  | •                  | •                  |
| Helvetic Guards     | •                  | •                  | •                  | •                  | 17:43              | 22:19 OT           | •                  | 31:24 OT           | 10:39              | 7:22               | 31:13              | •                  | •                  | •                  | •                  | •                  | •                  |
| Milano Seamen       | •                  | 33:40              | •                  | •                  | •                  | 33:41              | 32:0               | •                  | 29:50              | 27:42              | 27:78              | •                  | •                  | •                  | •                  | •                  | •                  |
| Munich Ravens       | •                  | •                  | •                  | •                  | 23:60              | 55:0               | 35:6               | 56:37              | •                  | 38:59              | 9:28               | •                  | •                  | •                  | •                  | •                  | •                  |
| Raiders Tirol       | •                  | •                  | •                  | •                  | •                  | 29:13              | 24:14              | 38:13              | 25:24              | •                  | 28:38              | •                  | •                  | •                  | •                  | •                  | 13:34              |
| Stuttgart Surge     | •                  | •                  | •                  | 14:6               | •                  | 33:14              | 47:19              | 40:26              | 30:32              | 6:3                | •                  | •                  | •                  | •                  | •                  | •                  | •                  |
| Berlin Thunder      | •                  | •                  | 23:16              | •                  | •                  | •                  | •                  | •                  | •                  | •                  | •                  | •                  | 60:6               | *39:14 *           | 36:27              | 40:70              | 24:27              |
| Fehérvár Enthroners | •                  | 13:48              | •                  | •                  | •                  | •                  | •                  | •                  | •                  | •                  | •                  | 3:36               | •                  | *47:24 *           | 6:35               | *35:0 *            | 12:41              |
| Leipzig Kings       | *16:16 *           | •                  | •                  | •                  | •                  | •                  | •                  | •                  | •                  | •                  | •                  | 14:39              | 47:24              | •                  | 6:31               | 0*0:35 *           | *14:47 *           |
| Panthers Wrocław    | •                  | •                  | 34:25              | •                  | •                  | •                  | •                  | •                  | •                  | •                  | •                  | 15:12              | 63:33              | 31:6 *             | •                  | 29:23              | 16:20              |
| Prague Lions        | 14:23              | •                  | •                  | •                  | •                  | •                  | •                  | •                  | •                  | •                  | •                  | 6:43               | 03:19 †            | 15:18              | 13:73              | •                  | 9:55               |
| Vienna Vikings      | •                  | •                  | •                  | •                  | •                  | •                  | •                  | •                  | •                  | 13:70              | •                  | 16:9               | 21:20              | 47:14              | 24:21              | 69:21              | •                  |

### Spielplan
Der Spielplan wurde am 27. Januar 2023 veröffentlicht. In Woche 10 (Anfang August) legte die Liga eine Pause für Länderspiele ein.
| Woche 1      | Woche 1   | Woche 1                                        | Woche 1                                        | Woche 1                                        |
| Datum        | Conf.     | Heimteam                                       | Erg.                                           | Auswärtsteam                                   |
| ------------ | --------- | ---------------------------------------------- | ---------------------------------------------- | ---------------------------------------------- |
| 3. Juni 2023 | Western   | Cologne Centurions                             | 17:24                                          | Paris Musketeers                               |
| 3. Juni 2023 | Central   | Barcelona Dragons                              | 29:17                                          | Helvetic Guards                                |
| 3. Juni 2023 | Eastern   | Fehérvár Enthroners                            | 03:36                                          | Berlin Thunder                                 |
| 3. Juni 2023 | IC        | Panthers Wrocław                               | 34:25                                          | Hamburg Sea Devils                             |
| 4. Juni 2023 | Western   | Rhein Fire                                     | 33:90                                          | Frankfurt Galaxy                               |
| 4. Juni 2023 | Central   | Munich Ravens                                  | 38:59                                          | Raiders Tirol                                  |
| 4. Juni 2023 | Eastern   | Prague Lions                                   | 15:18                                          | Leipzig Kings                                  |
| Spielfrei    | Spielfrei | Milano Seamen, Stuttgart Surge, Vienna Vikings | Milano Seamen, Stuttgart Surge, Vienna Vikings | Milano Seamen, Stuttgart Surge, Vienna Vikings |

| Woche 2       | Woche 2   | Woche 2             | Woche 2       | Woche 2            |
| Datum         | Conf.     | Heimteam            | Erg.          | Auswärtsteam       |
| ------------- | --------- | ------------------- | ------------- | ------------------ |
| 10. Juni 2023 | Central   | Milano Seamen       | 33:41         | Barcelona Dragons  |
| 10. Juni 2023 | IC        | Paris Musketeers    | 20:29         | Stuttgart Surge    |
| 10. Juni 2023 | IC        | Prague Lions        | 14:23         | Cologne Centurions |
| 10. Juni 2023 | IC        | Fehérvár Enthroners | 13:48         | Frankfurt Galaxy   |
| 11. Juni 2023 | Eastern   | Berlin Thunder      | 24:27         | Vienna Vikings     |
| 11. Juni 2023 | Eastern   | Leipzig Kings       | 06:31         | Panthers Wrocław   |
| 11. Juni 2023 | Western   | Hamburg Sea Devils  | 22:27         | Rhein Fire         |
| 11. Juni 2023 | Central   | Helvetic Guards     | 07:22         | Raiders Tirol      |
| Spielfrei     | Spielfrei | Munich Ravens       | Munich Ravens | Munich Ravens      |

| Woche 3       | Woche 3   | Woche 3            | Woche 3          | Woche 3             |
| Datum         | Conf.     | Heimteam           | Erg.             | Auswärtsteam        |
| ------------- | --------- | ------------------ | ---------------- | ------------------- |
| 17. Juni 2023 | Western   | Cologne Centurions | 17:34            | Hamburg Sea Devils  |
| 17. Juni 2023 | Central   | Raiders Tirol      | 29:13            | Barcelona Dragons   |
| 17. Juni 2023 | Eastern   | Leipzig Kings      | 47:24            | Fehérvár Enthroners |
| 17. Juni 2023 | Eastern   | Vienna Vikings     | 69:21            | Prague Lions        |
| 18. Juni 2023 | Central   | Stuttgart Surge    | 40:26            | Milano Seamen       |
| 18. Juni 2023 | Central   | Helvetic Guards    | 10:39            | Munich Ravens       |
| 18. Juni 2023 | Western   | Rhein Fire         | 58:28            | Paris Musketeers    |
| 18. Juni 2023 | Eastern   | Berlin Thunder     | 36:27            | Panthers Wrocław    |
| Spielfrei     | Spielfrei | Frankfurt Galaxy   | Frankfurt Galaxy | Frankfurt Galaxy    |

| Woche 4       | Woche 4   | Woche 4            | Woche 4      | Woche 4             |
| Datum         | Conf.     | Heimteam           | Erg.         | Auswärtsteam        |
| ------------- | --------- | ------------------ | ------------ | ------------------- |
| 24. Juni 2023 | Western   | Frankfurt Galaxy   | 30:13        | Paris Musketeers    |
| 24. Juni 2023 | Central   | Barcelona Dragons  | 15:39        | Munich Ravens       |
| 24. Juni 2023 | Eastern   | Panthers Wrocław   | 63:33        | Fehérvár Enthroners |
| 24. Juni 2023 | Eastern   | Vienna Vikings     | 47:14        | Leipzig Kings       |
| 25. Juni 2023 | Western   | Cologne Centurions | 00:42        | Rhein Fire          |
| 25. Juni 2023 | Central   | Stuttgart Surge    | 6:3          | Raiders Tirol       |
| 25. Juni 2023 | Central   | Milano Seamen      | 32:00        | Helvetic Guards     |
| 25. Juni 2023 | IC        | Hamburg Sea Devils | 37:17        | Berlin Thunder      |
| Spielfrei     | Spielfrei | Prague Lions       | Prague Lions | Prague Lions        |

| Woche 5      | Woche 5   | Woche 5             | Woche 5           | Woche 5            |
| Datum        | Conf.     | Heimteam            | Erg.              | Auswärtsteam       |
| ------------ | --------- | ------------------- | ----------------- | ------------------ |
| 1. Juli 2023 | Western   | Paris Musketeers    | 27:23             | Hamburg Sea Devils |
| 1. Juli 2023 | Western   | Frankfurt Galaxy    | 33:22             | Cologne Centurions |
| 1. Juli 2023 | IC        | Rhein Fire          | 51:00             | Helvetic Guards    |
| 2. Juli 2023 | Central   | Munich Ravens       | 09:28             | Stuttgart Surge    |
| 2. Juli 2023 | Central   | Raiders Tirol       | 38:13             | Milano Seamen      |
| 2. Juli 2023 | Eastern   | Fehérvár Enthroners | 12:41             | Vienna Vikings     |
| 2. Juli 2023 | Eastern   | Leipzig Kings       | 14:39             | Berlin Thunder     |
| 2. Juli 2023 | Eastern   | Panthers Wrocław    | 29:23             | Prague Lions       |
| Spielfrei    | Spielfrei | Barcelona Dragons   | Barcelona Dragons | Barcelona Dragons  |

| Woche 6      | Woche 6   | Woche 6                          | Woche 6                          | Woche 6                          |
| Datum        | Conf.     | Heimteam                         | Erg.                             | Auswärtsteam                     |
| ------------ | --------- | -------------------------------- | -------------------------------- | -------------------------------- |
| 8. Juli 2023 | Eastern   | Leipzig Kings                    | 0*0:35 *                         | Prague Lions                     |
| 8. Juli 2023 | IC        | Milano Seamen                    | 33:40                            | Frankfurt Galaxy                 |
| 9. Juli 2023 | Central   | Helvetic Guards                  | 22:19 OT                         | Barcelona Dragons                |
| 9. Juli 2023 | Eastern   | Berlin Thunder                   | 60:60                            | Fehérvár Enthroners              |
| 9. Juli 2023 | IC        | Hamburg Sea Devils               | 17:10                            | Panthers Wrocław                 |
| 9. Juli 2023 | IC        | Raiders Tirol                    | 13:34                            | Vienna Vikings                   |
| 9. Juli 2023 | IC        | Stuttgart Surge                  | 14:60                            | Paris Musketeers                 |
| 9. Juli 2023 | IC        | Rhein Fire                       | 39:25                            | Munich Ravens                    |
| Spielfrei    | Spielfrei | Cologne Centurions, Prague Lions | Cologne Centurions, Prague Lions | Cologne Centurions, Prague Lions |

| Woche 7       | Woche 7   | Woche 7                                 | Woche 7                                 | Woche 7                                 |
| Datum         | Conf.     | Heimteam                                | Erg.                                    | Auswärtsteam                            |
| ------------- | --------- | --------------------------------------- | --------------------------------------- | --------------------------------------- |
| 15. Juli 2023 | Central   | Barcelona Dragons                       | 03:17                                   | Raiders Tirol                           |
| 15. Juli 2023 | Eastern   | Vienna Vikings                          | 24:21                                   | Panthers Wrocław                        |
| 15. Juli 2023 | IC        | Cologne Centurions                      | *16:16 *                                | Leipzig Kings                           |
| 16. Juli 2023 | Western   | Frankfurt Galaxy                        | 17:14                                   | Hamburg Sea Devils                      |
| 16. Juli 2023 | Western   | Paris Musketeers                        | 25:37                                   | Rhein Fire                              |
| 16. Juli 2023 | Central   | Helvetic Guards                         | 31:13                                   | Stuttgart Surge                         |
| 16. Juli 2023 | Central   | Munich Ravens                           | 56:37                                   | Milano Seamen                           |
| 16. Juli 2023 | Eastern   | Prague Lions                            | 06:43                                   | Berlin Thunder                          |
| Spielfrei     | Spielfrei | Cologne Centurions, Fehérvár Enthroners | Cologne Centurions, Fehérvár Enthroners | Cologne Centurions, Fehérvár Enthroners |

| Woche 8       | Woche 8   | Woche 8                              | Woche 8                              | Woche 8                              |
| Datum         | Conf.     | Heimteam                             | Erg.                                 | Auswärtsteam                         |
| ------------- | --------- | ------------------------------------ | ------------------------------------ | ------------------------------------ |
| 22. Juli 2023 | Central   | Raiders Tirol                        | 25:24                                | Munich Ravens                        |
| 22. Juli 2023 | Eastern   | Vienna Vikings                       | 16:90                                | Berlin Thunder                       |
| 23. Juli 2023 | Western   | Paris Musketeers                     | 21:23                                | Frankfurt Galaxy                     |
| 23. Juli 2023 | Western   | Rhein Fire                           | 62:30                                | Cologne Centurions                   |
| 23. Juli 2023 | Central   | Stuttgart Surge                      | 33:14                                | Barcelona Dragons                    |
| 23. Juli 2023 | Central   | Helvetic Guards                      | 31:24 OT                             | Milano Seamen                        |
| 23. Juli 2023 | Eastern   | Panthers Wrocław                     | 31:6 *                               | Leipzig Kings                        |
| 23. Juli 2023 | Eastern   | Fehérvár Enthroners                  | 35:0 *                               | Prague Lions                         |
| Spielfrei     | Spielfrei | Hamburg Sea Devils, Panthers Wroclaw | Hamburg Sea Devils, Panthers Wroclaw | Hamburg Sea Devils, Panthers Wroclaw |

| Woche 9       | Woche 9   | Woche 9                                                   | Woche 9                                                   | Woche 9                                                   |
| Datum         | Conf.     | Heimteam                                                  | Erg.                                                      | Auswärtsteam                                              |
| ------------- | --------- | --------------------------------------------------------- | --------------------------------------------------------- | --------------------------------------------------------- |
| 29. Juli 2023 | Central   | Milano Seamen                                             | 27:78                                                     | Stuttgart Surge                                           |
| 29. Juli 2023 | Eastern   | Prague Lions                                              | 13:73                                                     | Panthers Wrocław                                          |
| 29. Juli 2023 | IC        | Barcelona Dragons                                         | 06:37                                                     | Paris Musketeers                                          |
| 30. Juli 2023 | Western   | Hamburg Sea Devils                                        | 18:14                                                     | Cologne Centurions                                        |
| 30. Juli 2023 | Central   | Munich Ravens                                             | 35:60                                                     | Helvetic Guards                                           |
| 30. Juli 2023 | Eastern   | Leipzig Kings                                             | *14:47 *                                                  | Vienna Vikings                                            |
| 30. Juli 2023 | IC        | Frankfurt Galaxy                                          | 46:00                                                     | Fehérvár Enthroners                                       |
| Spielfrei     | Spielfrei | Rhein Fire, Raiders Tirol, Berlin Thunder, Vienna Vikings | Rhein Fire, Raiders Tirol, Berlin Thunder, Vienna Vikings | Rhein Fire, Raiders Tirol, Berlin Thunder, Vienna Vikings |

| Woche 10          | Woche 10                    | Woche 10                    | Woche 10                    | Woche 10                    |
| Datum             | Div.                        | Heimteam                    | Erg.                        | Auswärtsteam                |
| ----------------- | --------------------------- | --------------------------- | --------------------------- | --------------------------- |
| 5./6. August 2023 | Alle Mannschaften spielfrei | Alle Mannschaften spielfrei | Alle Mannschaften spielfrei | Alle Mannschaften spielfrei |

| Woche 11        | Woche 11  | Woche 11                              | Woche 11                              | Woche 11                              |
| Datum           | Conf.     | Heimteam                              | Erg.                                  | Auswärtsteam                          |
| --------------- | --------- | ------------------------------------- | ------------------------------------- | ------------------------------------- |
| 12. August 2023 | Western   | Cologne Centurions                    | 09:22                                 | Frankfurt Galaxy                      |
| 12. August 2023 | Central   | Raiders Tirol                         | 24:14                                 | Helvetic Guards                       |
| 12. August 2023 | Central   | Barcelona Dragons                     | 28:33                                 | Milano Seamen                         |
| 12. August 2023 | Eastern   | Fehérvár Enthroners                   | *47:24 *                              | Leipzig Kings                         |
| 13. August 2023 | Western   | Rhein Fire                            | 40:90                                 | Hamburg Sea Devils                    |
| 13. August 2023 | Central   | Stuttgart Surge                       | 30:32                                 | Munich Ravens                         |
| 13. August 2023 | Eastern   | Berlin Thunder                        | 40:70                                 | Prague Lions                          |
| 13. August 2023 | Eastern   | Panthers Wrocław                      | 16:20                                 | Vienna Vikings                        |
| Spielfrei       | Spielfrei | Paris Musketeers, Fehérvár Enthroners | Paris Musketeers, Fehérvár Enthroners | Paris Musketeers, Fehérvár Enthroners |

| Woche 12        | Woche 12  | Woche 12                            | Woche 12                            | Woche 12                            |
| Datum           | Conf.     | Heimteam                            | Erg.                                | Auswärtsteam                        |
| --------------- | --------- | ----------------------------------- | ----------------------------------- | ----------------------------------- |
| 19. August 2023 | Central   | Barcelona Dragons                   | 22:31                               | Stuttgart Surge                     |
| 19. August 2023 | Eastern   | Prague Lions                        | 003:19 †                            | Fehérvár Enthroners                 |
| 19. August 2023 | Eastern   | Panthers Wrocław                    | 15:12                               | Berlin Thunder                      |
| 19. August 2023 | IC        | Leipzig Kings                       | *16:16 *                            | Cologne Centurions                  |
| 19. August 2023 | IC        | Vienna Vikings                      | 13:70                               | Raiders Tirol                       |
| 20. August 2023 | Western   | Hamburg Sea Devils                  | 19:29                               | Paris Musketeers                    |
| 20. August 2023 | IC        | Munich Ravens                       | 23:60                               | Rhein Fire                          |
| 20. August 2023 | IC        | Frankfurt Galaxy                    | 53:14                               | Milano Seamen                       |
| Spielfrei       | Spielfrei | Cologne Centurions, Helvetic Guards | Cologne Centurions, Helvetic Guards | Cologne Centurions, Helvetic Guards |

| Woche 13        | Woche 13  | Woche 13                         | Woche 13                         | Woche 13                         |
| Datum           | Conf.     | Heimteam                         | Erg.                             | Auswärtsteam                     |
| --------------- | --------- | -------------------------------- | -------------------------------- | -------------------------------- |
| 26. August 2023 | Central   | Raiders Tirol                    | 28:38                            | Stuttgart Surge                  |
| 26. August 2023 | Central   | Milano Seamen                    | 29:50                            | Munich Ravens                    |
| 26. August 2023 | Eastern   | Vienna Vikings                   | 21:20                            | Fehérvár Enthroners              |
| 27. August 2023 | Western   | Hamburg Sea Devils               | 13:23                            | Frankfurt Galaxy                 |
| 27. August 2023 | Eastern   | Berlin Thunder                   | *39:14 *                         | Leipzig Kings                    |
| 27. August 2023 | IC        | Cologne Centurions               | 37:90                            | Prague Lions                     |
| 27. August 2023 | IC        | Helvetic Guards                  | 17:43                            | Rhein Fire                       |
| 27. August 2023 | IC        | Paris Musketeers                 | 44:90                            | Barcelona Dragons                |
| Spielfrei       | Spielfrei | Berlin Thunder, Panthers Wrocław | Berlin Thunder, Panthers Wrocław | Berlin Thunder, Panthers Wrocław |

| Woche 14          | Woche 14 | Woche 14            | Woche 14 | Woche 14           |
| Datum             | Conf.    | Heimteam            | Erg.     | Auswärtsteam       |
| ----------------- | -------- | ------------------- | -------- | ------------------ |
| 2. September 2023 | Central  | Milano Seamen       | 27:42    | Raiders Tirol      |
| 2. September 2023 | Eastern  | Prague Lions        | 09:55    | Vienna Vikings     |
| 3. September 2023 | Western  | Paris Musketeers    | 40:12    | Cologne Centurions |
| 3. September 2023 | Western  | Frankfurt Galaxy    | 38:48    | Rhein Fire         |
| 3. September 2023 | Central  | Stuttgart Surge     | 47:19    | Helvetic Guards    |
| 3. September 2023 | Central  | Munich Ravens       | 55:00    | Barcelona Dragons  |
| 3. September 2023 | Eastern  | Fehérvár Enthroners | 06:35    | Panthers Wrocław   |
| 3. September 2023 | IC       | Berlin Thunder      | 23:16    | Hamburg Sea Devils |

Anmerkungen:
Nach dem Lizenzentzug der Leipzig Kings entschied das Competition Committee, dass die bereits absolvierten Spiele der Kings unverändert in der Wertung bleiben, die nicht ausgetragenen Spiele als Siege für die jeweiligen Gegner gewertet werden. Für die Spielergebnisse wurde nach Rücksprache mit den Teilnehmern folgende Regelung gefunden:
- Aufgrund der einseitigen Spielabsage seitens der Kings wird das Spiel gegen die Prague Lions weiterhin mit 35:0 für die Lions gewertet.
- Die Rückspiele werden mit den gleichen Ergebnissen wie die Hinrunde gewertet. Ausnahme: Das Ergebnis gegen die Fehérvár Enthroners wird gedreht, sodass die Enthroners Gewinner des Spiels sind.
- Beide Spiele gegen die Cologne Centurions werden mit dem Ergebnis 16:16 gewertet und den Centurions als Sieg zugeschrieben. Begründung: Dies entsprach zum Zeitpunkt der Entscheidung der durchschnittlich erzielten Punktzahl der Centurions.

### Tabellen
| Western Conference | Western Conference | Western Conference | Western Conference | Western Conference | Western Conference | Western Conference | Western Conference | Western Conference |
| Team               | S                  | N                  | SQ                 | P+                 | P−                 | Diff               | CONF               | Serie              |
| ------------------ | ------------------ | ------------------ | ------------------ | ------------------ | ------------------ | ------------------ | ------------------ | ------------------ |
| Rhein Fire         | 12                 | 0                  | 1,000              | 540                | 199                | +341               | 8:0                | 12S                |
| Frankfurt Galaxy   | 10                 | 2                  | 0,833              | 382                | 233                | +149               | 6:2                | 01N                |
| Paris Musketeers   | 06                 | 6                  | 0,500              | 320                | 277                | 0+43               | 4:4                | 04S                |
| Hamburg Sea Devils | 04                 | 8                  | 0,333              | 247                | 278                | 0−31               | 2:6                | 04N                |
| Cologne Centurions | 04                 | 8                  | 0,333              | 186                | 330                | −144               | 0:8                | 01N                |

| Central Conference | Central Conference | Central Conference | Central Conference | Central Conference | Central Conference | Central Conference | Central Conference | Central Conference |
| Team               | S                  | N                  | SQ                 | P+                 | P−                 | Diff               | CONF               | Serie              |
| ------------------ | ------------------ | ------------------ | ------------------ | ------------------ | ------------------ | ------------------ | ------------------ | ------------------ |
| Stuttgart Surge    | 10                 | 02                 | 0,833              | 387                | 237                | +150               | 8:2                | 03S                |
| Raiders Tirol      | 8                  | 04                 | 0,667              | 307                | 230                | 0+77               | 8:2                | 01S                |
| Munich Ravens      | 7                  | 05                 | 0,583              | 425                | 338                | 0+87               | 7:3                | 05S                |
| Helvetic Guards    | 3                  | 09                 | 0,250              | 174                | 378                | −204               | 3:7                | 04N                |
| Barcelona Dragons  | 2                  | 10                 | 0,167              | 199                | 390                | −191               | 2:8                | 10N                |
| Milano Seamen      | 2                  | 10                 | 0,167              | 328                | 497                | −169               | 2:8                | 03N                |

| Eastern Conference  | Eastern Conference | Eastern Conference | Eastern Conference | Eastern Conference | Eastern Conference | Eastern Conference | Eastern Conference | Eastern Conference |
| Team                | S                  | N                  | SQ                 | P+                 | P−                 | Diff               | CONF               | Serie              |
| ------------------- | ------------------ | ------------------ | ------------------ | ------------------ | ------------------ | ------------------ | ------------------ | ------------------ |
| Vienna Vikings      | 12                 | 0                  | 1,000              | 414                | 180                | +234               | 10:0               | 12S                |
| Berlin Thunder      | 08                 | 04                 | 0,667              | 378                | 188                | +190               | 7:3                | 02S                |
| Panthers Wrocław    | 08                 | 04                 | 0,667              | 385                | 221                | +164               | 7:3                | 02S                |
| Fehérvár Enthroners | 03                 | 09                 | 0,250              | 218                | 424                | −206               | 3:7                | 02N                |
| Leipzig Kings       | 02                 | 10                 | 0,167              | 189                | 387                | –198               | 2:8                | 09N                |
| Prague Lions        | 01                 | 11                 | 0,083              | 155                | 441                | −286               | 1:9                | 07N                |

| Liga              | Liga                  | Liga              | Liga              | Liga              | Liga              | Liga              | Liga              | Liga              |
| Pl                | Team                  | Conf              | S                 | N                 | SQ                | P+                | P−                | Diff              |
| Conference Sieger | Conference Sieger     | Conference Sieger | Conference Sieger | Conference Sieger | Conference Sieger | Conference Sieger | Conference Sieger | Conference Sieger |
| ----------------- | --------------------- | ----------------- | ----------------- | ----------------- | ----------------- | ----------------- | ----------------- | ----------------- |
| 1                 | Rhein Fire            | Western           | 12                | 0                 | 1,000             | 540               | 199               | +341              |
| 2                 | Vienna Vikings        | Eastern           | 12                | 0                 | 1,000             | 414               | 180               | +234              |
| 3                 | Stuttgart Surge       | Central           | 10                | 02                | 0,833             | 387               | 237               | +150              |
| Wild Cards        |                       |                   |                   |                   |                   |                   |                   |                   |
| 4                 | Frankfurt Galaxy      | Western           | 10                | 02                | 0,833             | 382               | 233               | +149              |
| 5                 | Berlin Thunder a      | Eastern           | 08                | 04                | 0,667             | 378               | 188               | +190              |
| 6                 | Panthers Wrocław a    | Eastern           | 08                | 04                | 0,667             | 385               | 221               | +164              |
| Platzierungen     |                       |                   |                   |                   |                   |                   |                   |                   |
| 7                 | Raiders Tirol a       | Central           | 08                | 04                | 0,667             | 307               | 230               | 0+77              |
| 8                 | Munich Ravens         | Central           | 07                | 05                | 0,583             | 425               | 338               | 0+87              |
| 9                 | Paris Musketeers      | Western           | 06                | 06                | 0,500             | 320               | 277               | 0+43              |
| 10                | Hamburg Sea Devils b  | Western           | 04                | 08                | 0,333             | 247               | 278               | 0−31              |
| 11                | Cologne Centurions b  | Western           | 04                | 08                | 0,333             | 186               | 330               | −144              |
| 12                | Helvetic Guards c     | Central           | 03                | 09                | 0,250             | 174               | 378               | −204              |
| 13                | Fehérvár Enthroners c | Eastern           | 03                | 09                | 0,250             | 218               | 424               | −206              |
| 14                | Milano Seamen d       | Central           | 02                | 10                | 0,167             | 328               | 497               | −169              |
| 15                | Barcelona Dragons d   | Central           | 02                | 10                | 0,167             | 199               | 390               | −191              |
| 16                | Leipzig Kings d       | Eastern           | 02                | 10                | 0,167             | 189               | 387               | –198              |
| 17                | Prague Lions          | Eastern           | 01                | 11                | 0,083             | 155               | 441               | −286              |

Legende:

Sieger der Conference und Qualifikation für Play-offs.

Qualifikation für Play-offs (Wild Card).
Abkürzungen:
Siege, Niederlagen, SQ Siegquote, P+ erzielte Punkte, P− gegnerische Punkte, Diff Punktdifferenz, CONF Sieg-Niederlagen-Verhältnis innerhalb der Conference, Serie Gewonnene/verlorene Spiele in Folge.
Tie-Break-Regeln:
Bei gleicher Anzahl an Siegen eines oder mehrerer Teams entscheidet: Direkter Vergleich, Punktdifferenz bzw. erzielte Punkte bzw. erzielte Punkte bei Auswärtsspielen im direkten Vergleich; Punktdifferenz bzw. erzielte Punkte bzw. erzielte Punkte bei Auswärtsspielen; Münzwurf.

## Play-offs
|  | Wildcard | Wildcard         | Wildcard |  |  | Halbfinale | Halbfinale       | Halbfinale |  |   | Championship Game | Championship Game | Championship Game |
|  |          |                  |          |  |  |            |                  |            |  |   |                   |                   |                   |
|  |          |                  |          |  |  | 1          | Rhein Fire       | 42         |  |   |                   |                   |                   |
|  | 4        | Frankfurt Galaxy | 20       |  |  | 4          | Frankfurt Galaxy | 23         |  |   |                   |                   |                   |
|  | 5        | Berlin Thunder   | 3        |  |  |            |                  |            |  | 1 | Rhein Fire        | 53                |                   |
|  |          |                  |          |  |  |            |                  |            |  |   | 3                 | Stuttgart Surge   | 34                |
|  |          |                  |          |  |  | 2          | Vienna Vikings   | 33         |  |   |                   |                   |                   |
|  | 3        | Stuttgart Surge  | 37       |  |  | 3          | Stuttgart Surge  | 40         |  |   |                   |                   |                   |
|  | 6        | Panthers Wrocław | 14       |  |  |            |                  |            |  |   |                   |                   |                   |

### Wildcard-Runde
|                                    |                                               |  |                  |                          |                |  |                                 |
|                                    | Frankfurt am Main 9. September 2023 15:15 Uhr |  | Frankfurt Galaxy | \| \| 20 : 3 \| \| \| \| | Berlin Thunder |  | PSD Bank Arena Zuschauer: 5.113 |
| (0:3, 13:0, 7:0, 0:0) Spielbericht | Frankfurt am Main 9. September 2023 15:15 Uhr |  | Frankfurt Galaxy |                          | Berlin Thunder |  | PSD Bank Arena Zuschauer: 5.113 |
|                                    | 20 : 3                                        |  |                  |                          |                |  |                                 |
|                                    |                                               |  |                  |                          |                |  |                                 |

|                                    |                                        |  |                 |                           |                  |  |                                              |
|                                    | Stuttgart 10. September 2023 14:15 Uhr |  | Stuttgart Surge | \| \| 37 : 14 \| \| \| \| | Panthers Wrocław |  | Gazi-Stadion auf der Waldau Zuschauer: 4.210 |
| (7:0, 20:7, 3:7, 7:0) Spielbericht | Stuttgart 10. September 2023 14:15 Uhr |  | Stuttgart Surge |                           | Panthers Wrocław |  | Gazi-Stadion auf der Waldau Zuschauer: 4.210 |
|                                    | 37 : 14                                |  |                 |                           |                  |  |                                              |
|                                    |                                        |  |                 |                           |                  |  |                                              |

### Halbfinale
|                                      |                                   |  |                |                           |                 |  |                                  |
|                                      | Wien 16. September 2023 14:15 Uhr |  | Vienna Vikings | \| \| 33 : 40 \| \| \| \| | Stuttgart Surge |  | Generali Arena Zuschauer: 10.108 |
| (0:7, 10:7, 14:18, 9:8) Spielbericht | Wien 16. September 2023 14:15 Uhr |  | Vienna Vikings |                           | Stuttgart Surge |  | Generali Arena Zuschauer: 10.108 |
|                                      | 33 : 40                           |  |                |                           |                 |  |                                  |
|                                      |                                   |  |                |                           |                 |  |                                  |

|                                       |                                       |  |            |                           |                  |  |                                            |
|                                       | Duisburg 17. September 2023 14:15 Uhr |  | Rhein Fire | \| \| 42 : 23 \| \| \| \| | Frankfurt Galaxy |  | Schauinsland-Reisen-Arena Zuschauer: 9.858 |
| (0:3, 14:13, 14:7, 14:0) Spielbericht | Duisburg 17. September 2023 14:15 Uhr |  | Rhein Fire |                           | Frankfurt Galaxy |  | Schauinsland-Reisen-Arena Zuschauer: 9.858 |
|                                       | 42 : 23                               |  |            |                           |                  |  |                                            |
|                                       |                                       |  |            |                           |                  |  |                                            |

### Championship Game
|                                      |                                       |  | ELF Championship Game 2023 |                           |                 |  |                                             |
|                                      | Duisburg 24. September 2023 15:30 Uhr |  | Rhein Fire                 | \| \| 53 : 34 \| \| \| \| | Stuttgart Surge |  | Schauinsland-Reisen-Arena Zuschauer: 31.500 |
| (7:6, 17:14, 9:8, 20:6) Spielbericht | Duisburg 24. September 2023 15:30 Uhr |  | Rhein Fire                 |                           | Stuttgart Surge |  | Schauinsland-Reisen-Arena Zuschauer: 31.500 |
|                                      | 53 : 34                               |  |                            |                           |                 |  |                                             |
|                                      |                                       |  |                            |                           |                 |  |                                             |

## Statistiken und Auszeichnungen

### MVP of the week
| Woche | Spieler             | Position          | Team               |
| ----- | ------------------- | ----------------- | ------------------ |
| 1     | Jarvis McClam       | Wide Receiver     | Raiders Tirol      |
| 2     | Conor Miller        | Quarterback       | Barcelona Dragons  |
| 3     | Jadrian Clark       | Quarterback       | Rhein Fire         |
| 4     | Malik Stanley       | Wide Receiver     | Hamburg Sea Devils |
| 5     | Slade Jarman        | Quarterback       | Berlin Thunder     |
| 6     | Nico Strahmann      | Wide Receiver     | Frankfurt Galaxy   |
| 7     | Aaron Jackson       | Wide Receiver     | Berlin Thunder     |
| 8     | Ken Hike Jr.        | Cornerback        | Helvetic Guards    |
| 9     | Kenyatte Allen      | Quarterback       | Stuttgart Surge    |
| 10    | Bye Week            | Bye Week          | Bye Week           |
| 11    | Maceo Beard         | Cornerback        | Helvetic Guards    |
| 12    | Jadrian Clark       | Quarterback       | Rhein Fire         |
| 13    | Zach Edwards        | Quarterback       | Paris Musketeers   |
| 14    | Devan Burrell       | Return Specialist | Milano Seamen      |
| WC    | Darrell Stewart Jr. | Wide Receiver     | Stuttgart Surge    |
| HF    | Darrell Stewart Jr. | Wide Receiver     | Stuttgart Surge    |
| CG    | Jadrian Clark       | Quarterback       | Rhein Fire         |

### Individuelle Statistiken
| Kategorie                      | Rang | Athlet               | Position | Team               | Spiele | Statistik |
| ------------------------------ | ---- | -------------------- | -------- | ------------------ | ------ | --------- |
| Passing 1                      |      |                      |          |                    |        |           |
| Yards                          | 1.   | Jadrian Clark        | QB       | Rhein Fire         | 12     | 3.585     |
| Yards                          | 2.   | Chad Jeffries        | QB       | Munich Ravens      | 12     | 3.533     |
| Touchdowns                     | 1.   | Jadrian Clark        | QB       | Rhein Fire         | 12     | 53        |
| Touchdowns                     | 2.   | Chad Jeffries        | QB       | Munich Ravens      | 12     | 30        |
| Touchdowns                     | 2.   | Zach Edwards         | QB       | Paris Musketeers   | 12     | 30        |
| Komplettierungsquote           | 1.   | Rohat Dagdelen       | QB       | Rhein Fire         | 12     | 70,83 %   |
| Komplettierungsquote           | 2.   | Chad Jeffries        | QB       | Munich Ravens      | 12     | 69,85 %   |
| Interceptions                  | 1.   | Luke Zahradka        | QB       | Milano Seamen      | 12     | 14        |
| Interceptions                  | 2.   | Zach Edwards         | QB       | Paris Musketeers   | 12     | 12        |
| Quarterback-Rating             | 1.   | Jadrian Clark        | QB       | Rhein Fire         | 12     | 129,67    |
| Quarterback-Rating             | 2.   | Chad Jeffries        | QB       | Munich Ravens      | 12     | 115,78    |
| Rushing                        |      |                      |          |                    |        |           |
| Yards                          | 1.   | Dawid Brzozowski     | RB       | Panthers Wrocław   | 11     | 1.116     |
| Yards                          | 2.   | Tomiwa Oyewo         | RB       | Munich Ravens      | 12     | 1.102     |
| Laufversuche                   | 1.   | Dawid Brzozowski     | RB       | Panthers Wrocław   | 11     | 205       |
| Laufversuche                   | 2.   | Tomiwa Oyewo         | RB       | Munich Ravens      | 12     | 170       |
| Touchdowns                     | 1.   | Tomiwa Oyewo         | RB       | Munich Ravens      | 12     | 14        |
| Touchdowns                     | 2.   | Dawid Brzozowski     | RB       | Panthers Wrocław   | 11     | 12        |
| Receiving                      |      |                      |          |                    |        |           |
| Yards                          | 1.   | Markell Castel       | WR       | Munich Ravens      | 12     | 1.580     |
| Yards                          | 2.   | Anthony Mahoungou    | WR       | Rhein Fire         | 10     | 1.984     |
| Receptions                     | 1.   | Markell Castel       | WR       | Munich Ravens      | 12     | 97        |
| Receptions                     | 2.   | Kyle Sweet           | WR       | Paris Musketeers   | 12     | 77        |
| Touchdowns                     | 1.   | Markell Castel       | WR       | Munich Ravens      | 12     | 17        |
| Touchdowns                     | 2.   | Tony Tate            | WR       | Panthers Wrocław   | 10     | 16        |
| Kicking 2                      |      |                      |          |                    |        |           |
| Field Goals                    | 1.   | Ryan Rimmler         | K        | Frankfurt Galaxy   | 12     | 20        |
| Field Goals                    | 2.   | Eric Schlomm         | K        | Hamburg Sea Devils | 12     | 16        |
| Field Goals                    | 2.   | Metteo Felli         | K        | Milano Seamen      | 10     | 16        |
| Längstes FG                    | 1.   | Sebastian van Santen | K        | Rhein Fire         | 12     | 59        |
| Längstes FG                    | 2.   | Nils Jonkmans        | K        | Helvetic Guards    | 12     | 57        |
| FG-Trefferquote 2              | 1.   | Nils Jonkmans        | K        | Helvetic Guards    | 12     | 85,71 %   |
| FG-Trefferquote 2              | 2.   | Jakub Ałdaś          | K        | Panthers Wrocław   | 11     | 80,00 %   |
| Extrapunkte                    | 1.   | Sebastian van Santen | K        | Rhein Fire         | 12     | 57        |
| Extrapunkte                    | 2.   | Robert Werner        | K        | Munich Ravens      | 12     | 41        |
| XP-Trefferquote 2              | 1.   | Dennis Tasic         | K        | Vienna Vikings     | 9      | 89,47 %   |
| XP-Trefferquote 2              | 2.   | Jakub Ałdaś          | K        | Panthers Wrocław   | 11     | 88,37 %   |
| Defensive                      |      |                      |          |                    |        |           |
| Tackles                        | 1.   | Luke Glenna          | S        | Barcelona Dragons  | 12     | 135       |
| Tackles                        | 2.   | Ludvig Myrén         | LB       | Berlin Thunder     | 11     | 114       |
| Sacks                          | 1.   | Kyle Kitchens        | DE       | Berlin Thunder     | 11     | 15        |
| Sacks                          | 2.   | Alejandro Fernández  | LB       | Rhein Fire         | 12     | 11        |
| Interceptions                  | 1.   | Maceo Beard          | CB       | Helvetic Guards    | 12     | 8         |
| Interceptions                  | 2.   | Exavier Edwards      | CB       | Vienna Vikings     | 11     | 6         |
| Quelle: sportsmetrics.football |      |                      |          |                    |        |           |

### Zuschauerzahlen
| Team                |         | Reguläre Saison | Reguläre Saison                 | Reguläre Saison                 | Reguläre Saison                 | Reguläre Saison                 | Reguläre Saison                 | Reguläre Saison                 | Reguläre Saison                 | Reguläre Saison                 | Reguläre Saison                 | Reguläre Saison                 | Reguläre Saison                 | Reguläre Saison                 | Reguläre Saison                 | Reguläre Saison                 | Reguläre Saison |            | Play-offs | Play-offs | Play-offs |
| Team                | Schnitt |                 | Heimspiele im Einzelnen (Woche) | Heimspiele im Einzelnen (Woche) | Heimspiele im Einzelnen (Woche) | Heimspiele im Einzelnen (Woche) | Heimspiele im Einzelnen (Woche) | Heimspiele im Einzelnen (Woche) | Heimspiele im Einzelnen (Woche) | Heimspiele im Einzelnen (Woche) | Heimspiele im Einzelnen (Woche) | Heimspiele im Einzelnen (Woche) | Heimspiele im Einzelnen (Woche) | Heimspiele im Einzelnen (Woche) | Heimspiele im Einzelnen (Woche) | Heimspiele im Einzelnen (Woche) | Wildcard        | Halbfinale | Finale    |           |           |
| Team                |         | 1               | 2                               | 3                               | 4                               | 5                               | 6                               | 7                               | 8                               | 9                               | 10                              | 11                              | 12                              | 13                              | 14                              |                                 |                 |            |           |           |           |
| ------------------- | ------- | --------------- | ------------------------------- | ------------------------------- | ------------------------------- | ------------------------------- | ------------------------------- | ------------------------------- | ------------------------------- | ------------------------------- | ------------------------------- | ------------------------------- | ------------------------------- | ------------------------------- | ------------------------------- | ------------------------------- | --------------- | ---------- | --------- | --------- | --------- |
| Barcelona Dragons   |         | 1.081           |                                 | 1.428                           | –                               | –                               | 1.128                           | –                               | –                               | 1.158                           | –                               | 1.543                           | –                               | 711                             | 516                             | –                               | –               |            | –         | –         | 31.500    |
| Berlin Thunder      | 4.566   | –               | 4.814                           | 4.049                           | –                               | –                               | 3.978                           | –                               | –                               | –                               | 3.906                           | –                               | –                               | X (5)                           | 6.084                           | –                               | –               |            |           |           | 31.500    |
| Cologne Centurions  | 2.773   | 2.560           | –                               | 2.246                           | 4.460                           | –                               | –                               | X (5)                           | –                               | –                               | 2.450                           | –                               | –                               | 2.150                           | –                               | –                               | –               |            |           |           | 31.500    |
| Fehérvár Enthroners | 1.760   | 1.800           | 1.400                           | –                               | –                               | 1.800                           | –                               | –                               | X (6)                           | –                               | X (5)                           | 2.000                           | –                               | –                               | 1.800                           | –                               | –               |            |           |           | 31.500    |
| Frankfurt Galaxy    | 6.437   | –               | –                               | –                               | 7.207                           | 5.833                           | –                               | 6.500                           | –                               | 5.113                           | –                               | 5.269                           | –                               | –                               | 10.027                          | 5.113                           | –               |            |           |           | 31.500    |
| Hamburg Sea Devils  | 8.164   | –               | 32.500                          | –                               | 3.872                           | –                               | 3.140                           | –                               | –                               | 3.200                           | –                               | 2.783                           | –                               | 3.486                           | –                               | –                               | –               |            |           |           | 31.500    |
| Helvetic Guards     | 2.260   | –               | 2.300                           | 2.050                           | –                               | –                               | 1.750                           | 2.000                           | 2.400                           | –                               | –                               | –                               | –                               | 3.060                           | –                               | –                               | –               |            |           |           | 31.500    |
| Leipzig Kings       | 2.357   | –               | 2.148                           | 1.423                           | –                               | 3.500                           | X (5)                           | –                               | –                               | X (5)                           | –                               | X (5)                           | –                               | –                               | –                               | –                               | –               |            |           |           | 31.500    |
| Milano Seamen       | 1.100   | –               | 1.700                           | –                               | 1.000                           | –                               | 1.500                           | –                               | –                               | 1.200                           | –                               | –                               | –                               | 700                             | 500                             | –                               | –               |            |           |           | 31.500    |
| Munich Ravens       | 5.009   | 6.283           | –                               | –                               | –                               | 5.184                           | –                               | 4.028                           | –                               | 4.345                           | –                               | 5.011                           | –                               | –                               | 5.204                           | –                               | –               |            |           |           | 31.500    |
| Panthers Wrocław    | 2.550   | 2.850           | –                               | –                               | 2.350                           | 2.400                           | –                               | –                               | X (5)                           | –                               | 2.850                           | 2.300                           | –                               | –                               | –                               | –                               | –               |            |           |           | 31.500    |
| Paris Musketeers    | 4.043   | –               | 4.200                           | –                               | –                               | 3.256                           | –                               | 4.500                           | 4.000                           | –                               | –                               | –                               | –                               | 3.800                           | 4.500                           | –                               | –               |            |           |           | 31.500    |
| Prague Lions        | 904     | 1.347           | 1.047                           | –                               | –                               | –                               | –                               | 970                             | –                               | k. A. (7)                       | –                               | –                               | –                               | –                               | 250                             | –                               | –               |            |           |           | 31.500    |
| Raiders Tirol       | 3.904   | –               | –                               | 4.285                           | –                               | 4.180                           | 4.375                           | –                               | 3.447                           | –                               | 3.062                           | –                               | –                               | 4.073                           | –                               | –                               | –               |            |           |           | 31.500    |
| Rhein Fire          | 9.814   | 12.665          | –                               | 7.271                           | –                               | 8.113                           | 7.562                           | –                               | 10.056                          | –                               | 13.171                          | –                               | –                               | –                               | –                               | –                               | 9.858           |            |           |           | 31.500    |
| Stuttgart Surge     | 3.945   | –               | –                               | 3.112                           | 3.447                           | –                               | 4.001                           | –                               | 4.174                           | –                               | 4.772                           | –                               | –                               | –                               | 3.900                           | 4.210                           | –               |            |           |           | 31.500    |
| Vienna Vikings      | 4.910   | –               | –                               | 6.854                           | 3.493                           | –                               | –                               | 3.937                           | 4.325                           | –                               | –                               | 4.452                           | –                               | 1.200                           | –                               | –                               | 10.108          |            |           |           | 31.500    |
|                     |         |                 |                                 |                                 |                                 |                                 |                                 |                                 |                                 |                                 |                                 |                                 |                                 |                                 |                                 |                                 |                 |            |           |           |           |
| Schnitt             | Schnitt | 4.341           |                                 | 4.133                           | 6.264                           | 3.911                           | 3.370                           | 4.283                           | 3.758                           | 3.299                           | 4.734                           | 3.080                           | –                               | 4.417                           | 3.190                           | 2.638                           | 4.033           |            | 4.662     | 9.983     |           |
| Summe               | Summe   | 429.733         |                                 | 28.933                          | 50.109                          | 31.290                          | 26.957                          | 34.266                          | 26.306                          | 23.093                          | 28.402                          | 15.401                          | –                               | 30.922                          | 22.331                          | 18.469                          | 32.265          | 9.323      | 19.966    | 31.500    |           |

### Übertragungen
Im Vorfeld der Saison verlängerte die ELF den Fernsehvertrag mit der ProSiebenSat1-Gruppe bis 2026. In der Saison 2023 überträgt ProSieben MAXX jeden Spieltag zwei Spiele. Dazu kommt jeweils Samstag ein Spiel im Stream auf ran.de. Das Finale wird auf ProSieben übertragen. Alle Spiele sind über den Bezahldienst Joyn+ verfügbar.
Wie in den Vorjahren wird der ELF Gamepass angeboten. Über diesen werden alle Spiele weltweit live, relive und als längere Zusammenfassung angeboten. Mit dem Team Pass sind alle Spiele einer Mannschaft verfügbar.
| Woche   | Datum                                           | Begegnung                                       | Einschaltquote                                  | Sender                                          |
| ------- | ----------------------------------------------- | ----------------------------------------------- | ----------------------------------------------- | ----------------------------------------------- |
| 1.      | 04.06.2023                                      | Munich Ravens - Raiders Tirol                   | 0,18 Mio. (1,9 %)                               | ProSieben Maxx                                  |
| 1.      | 04.06.2023                                      | Rhein Fire - Frankfurt Galaxy                   | 0,17 Mio. (1,4 %)                               | ProSieben Maxx                                  |
| 2.      | 11.06.2023                                      | Berlin Thunder - Vienna Vikings                 | 0,14 Mio. (1,4 %)                               | ProSieben Maxx                                  |
| 2.      | 11.06.2023                                      | Hamburg Sea Devils - Rhein Fire                 | 0,21 Mio. (1,6 %)                               | ProSieben Maxx                                  |
| 3.      | 18.06.2023                                      | Stuttgart Surge - Milano Seamen                 | 0,09 Mio. (1,0 %)                               | ProSieben Maxx                                  |
| 3.      | 18.06.2023                                      | Rhein Fire - Paris Musketeers                   | 0,18 Mio. (1,1 %)                               | ProSieben Maxx                                  |
| 4.      | 25.06.2023                                      | Stuttgart Surge - Raiders Tirol                 | 0,11 Mio. (1,1 %)                               | ProSieben Maxx                                  |
| 4.      | 25.06.2023                                      | Hamburg Sea Devils - Berlin Thunder             | 0,09 Mio. (0,5 %)                               | ProSieben Maxx                                  |
| 5.      | 01.07.2023                                      | Frankfurt Galaxy - Cologne Centurions           | 0,08 Mio. (0,7 %)                               | ProSieben Maxx                                  |
| 5.      | 02.07.2023                                      | Munich Ravens - Stuttgart Surge                 | 0,11 Mio. (0,9 %)                               | ProSieben Maxx                                  |
| 6.      | 09.07.2023                                      | Hamburg Sea Devils - Panthers Wrocław           |                                                 | ProSieben Maxx                                  |
| 6.      | 09.07.2023                                      | Rhein Fire - Munich Ravens                      |                                                 | ProSieben Maxx                                  |
| 7.      | 16.07.2023                                      | Munich Ravens - Milano Seamen                   | 0,11 Mio. (1,1 %)                               | ProSieben Maxx                                  |
| 7.      | 16.07.2023                                      | Frankfurt Galaxy - Hamburg Sea Devils           | 0,23 Mio. (1,6 %)                               | ProSieben Maxx                                  |
| 8.      | 23.07.2023                                      | Stuttgart Surge - Barcelona Dragons             | 0,09 Mio. (0,8 %)                               | ProSieben Maxx                                  |
| 8.      | 23.07.2023                                      | Rhein Fire - Cologne Centurions                 | 0,14 Mio. (1,0 %)                               | ProSieben Maxx                                  |
| 9.      | 30.07.2023                                      | Frankfurt Galaxy - Fehérvár Enthroners          | 0,10 Mio. (0,8 %)                               | ProSieben Maxx                                  |
| 9.      | 30.07.2023                                      | Hamburg Sea Devils - Cologne Centurions         | 0,12 Mio. (1,0 %)                               | ProSieben Maxx                                  |
| 10.     | Keine Übertragung – Alle Mannschaften spielfrei | Keine Übertragung – Alle Mannschaften spielfrei | Keine Übertragung – Alle Mannschaften spielfrei | Keine Übertragung – Alle Mannschaften spielfrei |
| 11.     | 13.08.2023                                      | Stuttgart Surge - Munich Ravens                 | 0,11 Mio. (1,1 %)                               | ProSieben Maxx                                  |
| 11.     | 13.08.2023                                      | Rhein Fire - Hamburg Sea Devils                 | 0,12 Mio. (1,1 %)                               | ProSieben Maxx                                  |
| 12.     | 20.08.2023                                      | Hamburg Sea Devils - Paris Musketeers           | 0,10 Mio. (0,9 %)                               | ProSieben Maxx                                  |
| 12.     | 20.08.2023                                      | Munich Ravens - Rhein Fire                      | 0,16 Mio. (1,2 %)                               | ProSieben Maxx                                  |
| 13.     | 27.08.2023                                      | Helvetic Guards - Rhein Fire                    | 0,10 Mio.                                       | ProSieben Maxx                                  |
| 13.     | 27.08.2023                                      | Hamburg Sea Devils - Frankfurt Galaxy           | 0,10 Mio.                                       | ProSieben Maxx                                  |
| 14.     | 03.09.2023                                      | Berlin Thunder - Hamburg Sea Devils             | 0,06 Mio. (0,6 %)                               | ProSieben Maxx                                  |
| 14.     | 03.09.2023                                      | Frankfurt Galaxy - Rhein Fire                   | 0,16 Mio. (0,8 %)                               | ProSieben Maxx                                  |
| 15.     | 09.09.2023                                      | Frankfurt Galaxy - Berlin Thunder               | 0,08 Mio. (0,8 %)                               | ProSieben Maxx                                  |
| 15.     | 10.09.2023                                      | Stuttgart Surge - Panthers Wrocław              |                                                 | ProSieben Maxx                                  |
| 16.     | 16.09.2023                                      | Vienna Vikings - Stuttgart Surge                |                                                 | ProSieben Maxx                                  |
| 16.     | 17.09.2023                                      | Rhein Fire - Frankfurt Galaxy                   |                                                 | ProSieben Maxx                                  |
| Schnitt | Schnitt                                         | Schnitt                                         | 0,13 Mio. (1,0 %)                               |                                                 |
| Summe   | Summe                                           | Summe                                           | 3,14 Mio.                                       |                                                 |

### Auszeichnungen
Am 23. September 2023 fanden die ELF Honors statt. Dabei wurden folgende Auszeichnungen vergeben:
| Titel                            | Name                 | Position              | Team             |
| -------------------------------- | -------------------- | --------------------- | ---------------- |
| Man of Honor                     | Thang Le Minh        | Defensive Line        | Frankfurt Galaxy |
| Most Valuable Player             | Jadrian Clark        | Quarterback           | Rhein Fire       |
| Offensive Player of the Year     | Markell Castle       | Wide Receiver         | Munich Ravens    |
| Defensive Player of the Year     | Macéo Beard-Aigret   | Defensive Back        | Helvetic Guards  |
| Special Teams Player of the Year | Devan Burrell        | Return Specialist     | Milano Seamen    |
| Rookie of the Year               | Juan Flores-Calderón | Wide Receiver         | Milano Seamen    |
| Homegrown of the Year            | Dawid Brzozowski     | Runningback           | Panthers Wrocław |
| Offensive Rookie of the Year     | Ali Khalife          | Runningback           | Milano Seamen    |
| Defensive Rookie of the Year     | Timi Nuikka          | Linebacker            | Panthers Wrocław |
| Coach of the Year                | Jim Tomsula          | Head Coach            | Rhein Fire       |
| Assistant Coach of the Year      | Andrew Weidinger     | Offensive Coordinator | Rhein Fire       |

### All Stars

#### Erstes Team
| Position                        | Athlet            | Team               |    | Position             | Athlet             | Team           |
| ------------------------------- | ----------------- | ------------------ | -- | -------------------- | ------------------ | -------------- |
| Offense                         |                   |                    |    |                      |                    |                |
| QB                              | Jadrian Clark     | Rhein Fire         |    | TE                   | Florian Bierbaumer | Vienna Vikings |
| RB                              | Dawid Brzozowski  | Panthers Wrocław   | OT | Sven Breidenbach     | Rhein Fire         |                |
| FB                              | Patrick Poetsch   | Rhein Fire         | OT | Aleksandar Milanovic | Vienna Vikings     |                |
| WR                              | Markell Castle    | Munich Ravens      | OG | Leander Wiegand      | Rhein Fire         |                |
| WR                              | Anthony Mahoungou | Rhein Fire         | OG | Nick Wiens           | Rhein Fire         |                |
| WR                              | Tony Tate         | Panthers Wrocław   | C  | Joachim Christensen  | Rhein Fire         |                |
| Defense                         |                   |                    |    |                      |                    |                |
| DT                              | Evans Yeboah      | Hamburg Sea Devils |    | LB                   | Lucky Ogbevoen     | Raiders Tirol  |
| DT                              | Jason Chikere     | Rhein Fire         | CB | Macéo Beard          | Helvetic Guards    |                |
| Edge                            | Kyle Kitchens     | Berlin Thunder     | CB | Jamalcolm Liggins    | Frankfurt Galaxy   |                |
| Edge                            | Niklas Gustav     | Barcelona Dragons  | S  | Luke Glenna          | Barcelona Dragons  |                |
| LB                              | A. J. Wentland    | Panthers Wrocław   | S  | Omari Williams       | Rhein Fire         |                |
| LB                              | Dauson Dales      | Paris Musketeers   |    |                      |                    |                |
| Special Teams                   |                   |                    |    |                      |                    |                |
| K                               | Ryan Rimmler      | Frankfurt Galaxy   |    | RS                   | Devan Burrell      | Seamen Milano  |
| P                               | Nils Jonkmans     | Helvetic Guards    |    |                      |                    |                |
| Quelle: europeanleague.football |                   |                    |    |                      |                    |                |

#### Zweites Team
| Position                        | Athlet              | Team               |    | Position          | Athlet               | Team             |
| ------------------------------- | ------------------- | ------------------ | -- | ----------------- | -------------------- | ---------------- |
| Offense                         |                     |                    |    |                   |                      |                  |
| QB                              | Chad Jeffries       | Munich Ravens      |    | TE                | Adrià Botella Moreno | Paris Musketeers |
| RB                              | Glen Toonga         | Rhein Fire         | OT | Luca Jokiel       | Stuttgart Surge      |                  |
| FB                              | León Helm           | Frankfurt Galaxy   | OT | Arnoud Holierhoek | Rhein Fire           |                  |
| WR                              | Louis Geyer         | Stuttgart Surge    | OG | Lewis Thomas      | Hamburg Sea Devils   |                  |
| WR                              | Yannick Mayr        | Stuttgart Surge    | OG | Daniel Fankhauser | Raiders Tirol        |                  |
| WR                              | Harlan Kwofie       | Rhein Fire         | C  | Matthew Daltrey   | Vienna Vikings       |                  |
| Defense                         |                     |                    |    |                   |                      |                  |
| DT                              | Tim Hänni           | Helvetic Guards    |    | LB                | Wael Nasri           | Frankfurt Galaxy |
| DT                              | Aslan Zetterberg    | Stuttgart Surge    | CB | Ken Hike Jr.      | Helvetic Guards      |                  |
| Edge                            | Jan-Phillip Bombek  | Hamburg Sea Devils | CB | Mitch Fettig      | Stuttgart Surge      |                  |
| Edge                            | Alejandro Fernández | Barcelona Dragons  | S  | Exavier Edwards   | Vienna Vikings       |                  |
| LB                              | Sasan Jelvani       | Stuttgart Surge    | S  | Goran Zec         | Stuttgart Surge      |                  |
| LB                              | Zachary Blair       | Istanbul Rams      |    |                   |                      |                  |
| Special Teams                   |                     |                    |    |                   |                      |                  |
| K                               | Jakub Ałdaś         | Panthers Wrocław   |    | RS                | Marvin Rutsch        | Munich Ravens    |
| P                               | Hendrik Schwarz     | Frankfurt Galaxy   |    |                   |                      |                  |
| Quelle: europeanleague.football |                     |                    |    |                   |                      |                  |